# Halsholmarna
Halsholmarna är en ö i Finland. Den ligger i Skärgårdshavet och i kommunen Pargas i den ekonomiska regionen  Åboland i landskapet Egentliga Finland, i den sydvästra delen av landet. Ön ligger omkring 31 kilometer söder om Åbo och omkring 150 kilometer väster om Helsingfors.
Öns area är 9 hektar och dess största längd är 0,6 kilometer i nord-sydlig riktning. Ön höjer sig omkring 15 meter över havsytan. I omgivningarna runt Halsholmarna växer i huvudsak barrskog.